# Heliophanus deformis
Heliophanus deformis är en spindelart som beskrevs av Wesolowska 1986. Heliophanus deformis ingår i släktet Heliophanus och familjen hoppspindlar. Inga underarter finns listade i Catalogue of Life.